# Enicmus apicalis
Enicmus apicalis is een keversoort uit de familie schimmelkevers (Latridiidae). De wetenschappelijke naam van de soort werd in 1926 gepubliceerd door Sahlberg.